# Eisflüstern
Eisflüstern ist der Titel eines 2006 erschienenen Romans der österreichischen Schriftstellerin Bettina Balàka.
Der Roman spielt in Wien zur Zeit des Ersten Weltkriegs. Balthasar Beck ist vor dem Krieg Polizeikommissar. Er gerät im Krieg in russische Kriegsgefangenschaft. Nach der Gefangenschaft in einem russischen Lager kehrt er nach Wien zurück. Er versucht in Wien wieder in sein altes Leben zurückzufinden. Bei seiner erneuten Arbeit als Kommissar hat er es mit ungewöhnlichen Mordfällen zu tun, die mit seinen Erfahrungen in Sibirien verknüpft zu sein scheinen

## „Eisflüstern“
Als „Eisflüstern“ wird im Roman ein Geräusch bezeichnet, das bei ca. minus 42 Grad Celsius beim Ausatmen entsteht. Die hierbei in der Atemluft enthaltene Feuchtigkeit gefriert bei der extremen Kälte sofort zu winzigen Kristallen. Diese verursachen dieses sehr eigentümliche Geräusch.